# Mogi Shu
Mogi Shu (茂木 秀 (Mậu Mộc Tú) Mogi Shu, sinh ngày 15 tháng 1 năm 1999) là một cầu thủ bóng đá người Nhật Bản. Anh thi đấu cho Cerezo Osaka.

## Sự nghiệp
Mogi Shu gia nhập câu lạc bộ tại J1 League Cerezo Osaka năm 2017.